# Gare de Rognes
Pour les articles homonymes, voir Rognes (homonymie).
La Gare de Rognes est une gare de la ligne de Røros. Elle est située dans le village de Rognes (en) qui fait partie de la commune de Midtre Gauldal dans le comté de Trøndelag.

## Situation ferroviaire
Rognes est située au (PK) 498,36 et à 95,9 mètres d'altitude.

## Histoire
La gare a été ouverte sous le nom de Rognæs le 4 janvier 1876, soit un an avant que l'ensemble du tronçon de la ligne de Røros ait été achevé, et le bâtiment de la gare a été construit l'année suivante sur les dessins de Peter Andreas Blix. À l'époque la gare était au (PK) 499.04. En 1894, Rognæs devient Rognes.
Le 24 août 1940, le quartier de la gare et une grande partie de la ligne de chemin de fer dans la vallée  de Gauldalen sont touchées par les inondations en raison de pluies prolongées, à tel point que la gare est tombée dans la rivière.
Une nouvelle gare est construite à environ 400 mètres plus au sud. Elle est inaugurée le 29 mars 1941 mais le bâtiment n'est terminé qu'en 1942. La gare se situe au (PK) 498,56.
Le 1er août 1958 la gare est rétrogradée au rang de halte ferroviaire.
Le 29 septembre 1974 la halte est déplacée de 200 mètres et se situe désormais à son emplacement actuel, au (PK) 498,3. Un quai et une aubette sont construits, l'ancien bâtiment de la gare est quant à lui vendu.

La gare vers 1877.
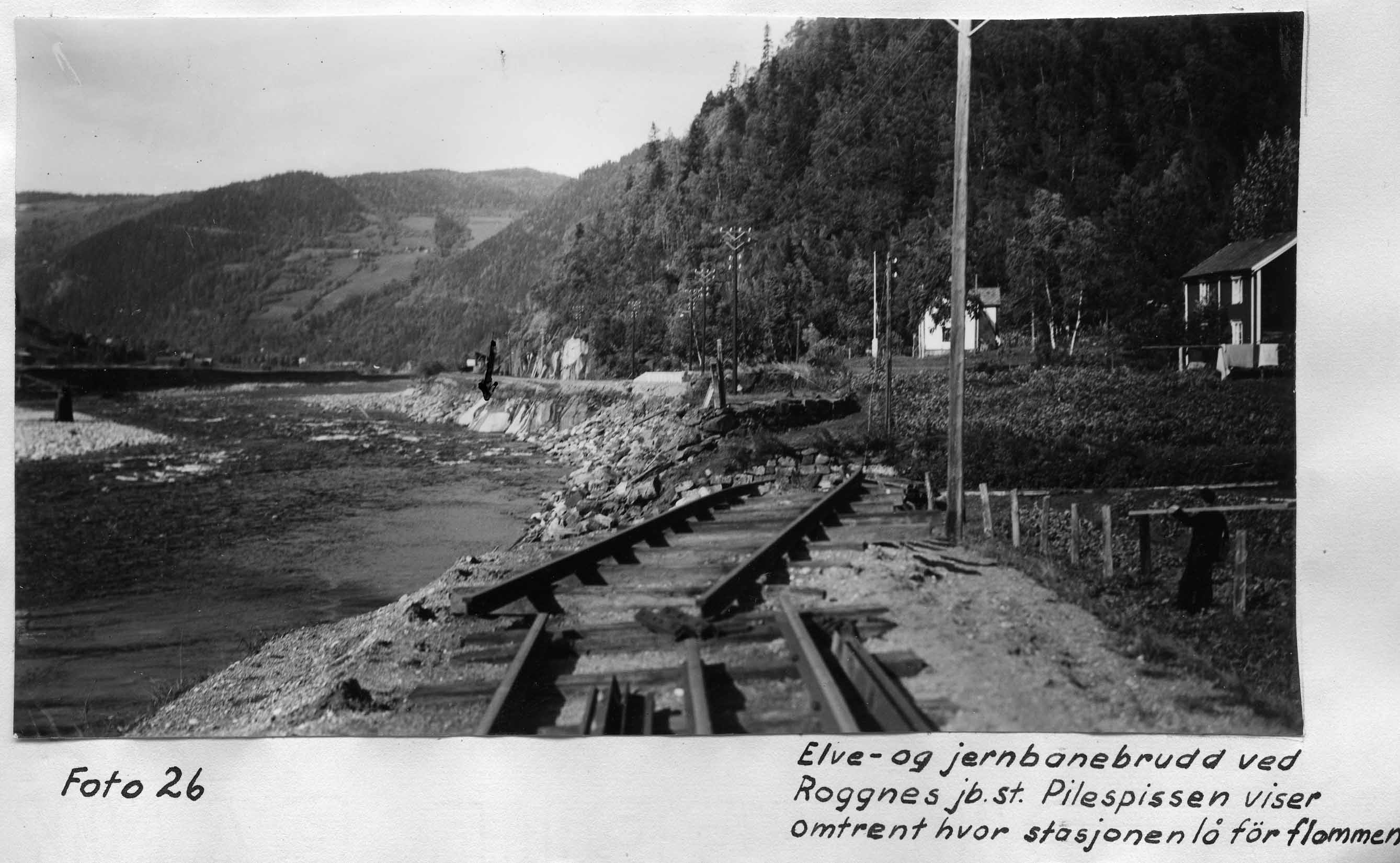
Les dégâts de l'inondation d'août 1941.

## Service des voyageurs

### Accueil
La halte est équipée d'un parking de 6 places ainsi que d'un parking à vélo. Il y a une aubette sur le quai.
La halte n'ayant pas d'automates, les personnes doivent acheter leur billet auprès du contrôleur.

### Desserte
La halte est desservie par une ligne moyenne distance et une ligne longue distance.
Longue distance :
- 25 : (Oslo)-Hamar-Røros-Trondheim

Moyenne distance :
- 26: Røros-Trondheim-Rotvoll

### Intermodalité
La voie de chemin de fer suit la rivière Gaula. Face à la halte se trouve un pont qu'il suffit de traverser pour trouver un arrêt de bus.